# Nokia 3310 (2017)
El Nokia 3310 es un teléfono celular de la marca Nokia desarrollado por HMD Global. Fue anunciado el 26 de febrero de 2017 en el Congreso Mundial Móvil (MWC) en Barcelona, España, como la nueva versión del icónico Nokia 3310, producido a inicios de 2000.

## Lanzamiento
El 26 de febrero de 2017 fue presentado como una versión modernizada del modelo 3310 y que sería revelado en el Congreso Mundial Móvil de 2017 en Barcelona por HMD Global Oy, un fabricante finlandés con derechos a teléfonos de mercado bajo la marca de Nokia, con un precio pico de 59 euros. El 26 de febrero de 2017, la modernizada versión del 3310 fue relanzada finalmente en un precio de €59.
Se ha reportado que el Nokia 3310 solo corre en redes de 2.5G en el día de lanzamiento, el cual estuvo sujeto a muchas críticas, y al parecer no sería inicialmente liberado en varios países, principalmente Australia quien está dejando fuera al soporte de la red móvil 2G.

## Características y diseño
Presenta funciones básicas como una Radio FM, un navegador Web y una grabadora de voz. Tiene una cámara de fotos de 2MP que también permite grabar vídeo. El juego de La serpiente original sería reemplazado por "Snake Xenzia" de Gameloft con modos de juego y gráficas actualizadas. El diseño del teléfono simula fuertemente su predecesor, ambos en diseño y en forma y que estaría llegando en colores similares al original: azul oscuro, gris, etc.